# Glenn Graham
Glenn Graham, född 17 januari 1904 i Los Angeles, död 19 juli 1986 i Nevada i Missouri, var en amerikansk friidrottare.
Graham blev olympisk silvermedaljör i stavhopp vid sommarspelen 1924 i Paris.